# Aszendent (Astrologie)

Schematische Darstellung der Position des Aszendenten in 5 Ansichten mit Tagbogen, Meridian/Längengrad, Himmelsmitte, Horizont, Äquator und Ekliptik (Ausschnitt).

Der Aszendent (abgekürzt ASC oder AC; altgriechisch ὡροσκόπος horoskopos, lateinisch horoscopos oder ascendens ‚aufsteigend‘) ist ein Begriff aus der Astrologie. Er ist der Schnittpunkt des Osthorizonts mit der Ekliptik und bezeichnet den zum gegebenen Zeitpunkt und geografischen Ort am östlichen Horizont aufgehenden Grad des Tierkreises. 
Den gegenüberliegenden Grad am Westhorizont nennt man den Deszendenten (abgekürzt DSC oder DC; griechisch δύσις dusis oder δυνόν dunon, lateinisch occasus oder decendens ‚absteigend‘). Die Verbindungslinie von Aszendent und Deszendent wird Horizontachse genannt.

## Astrologische Definition
Der Aszendent ist der Anfang oder die Spitze des 1. Hauses des zwölfteiligen astrologischen Häuserkreises und gilt als ein sehr wichtiger Faktor im Horoskop. Allgemein beschreibt der Aszendent (unter Einbeziehung anderer Deutungselemente) nach Ansicht von vielen Astrologen auch die Persönlichkeit oder zumindest einen entscheidenden Anteil davon. Vom Aszendenten als Ausgangspunkt sollen sich Hinweise auf die Grundmotivation, mit der der Horoskopeigner ins Leben tritt, ermitteln lassen. Er soll beispielsweise anzeigen, mit welchem instinktiven Temperament und zunächst unbewussten 'Lebenskräften' der Geborene im Kern ausgestattet ist. Traditionellere Sichtweisen verbinden mit dem Aszendenten den Körperbau und Lebensvitalität. In astrologischen Richtungen, die mit den so genannten Halbsummen arbeiten, soll der Aszendent abbilden, wie der Mensch auf seine Mitwelt wirkt, wie er von ihr gesehen und wahrgenommen wird. Er symbolisiert dabei den Einfluss anderer auf das eigene Verhalten sowie die eigene Reaktion auf die Umwelt.

## Berechnung des Aszendenten

Zusammenhänge zwischen Aszendent, Horizont und Himmelsäquator

Um das Tierkreiszeichen des Schnittpunktes von Horizont und Ekliptik bei gegebener lokaler Sternzeit θ, geografischer Breite Φ und der Schiefe der Ekliptik ε = 23° 26′ 21,45″ (J2000.0) bestimmen zu können, muss dessen ekliptikale Länge λ bestimmt werden. Aus dem Dreieck der Großkreise Horizont (im astronomischen Sinn), Himmelsäquator und Ekliptik auf der Himmelskugel (siehe Grafik) ergibt sich nach dem Kotangenssatz folgender Zusammenhang:

{\displaystyle \sin \epsilon \cdot \cot \left({\pi /2+\phi }\right)=\sin \left({\pi /2+\theta }\right)\cdot \cot \left(\lambda \right)-\cos \left({\pi /2+\theta }\right)\cdot \cos \epsilon }
Aus  {\displaystyle \cot(\pi /2+\phi )=-\tan \phi \,,\,\,\sin(\pi /2+\theta )=\cos \theta \,,\,\,\cos(\pi /2+\phi )=-\sin \phi } folgt:
{\displaystyle \tan \lambda ={\frac {-\cos \theta }{\sin \theta \cos \epsilon +\tan \phi \sin \epsilon }}}
Da die meisten Implementierungen der Arkustangens Funktion den Wertebereich {\displaystyle (-\pi /2;\pi /2)} besitzen, muss der zurückgegebene Wert noch durch λ mod 180° umgerechnet werden. Des Weiteren gibt es zwei Schnittpunkte zwischen Horizont und Ekliptik. Um festzustellen, welchen Punkt Arkustangens zurückgibt, betrachtet man den Quadranten von θ. Gilt {\displaystyle \pi /2<\theta <3\pi /2} wird der Deszendent zurückgegeben, ansonsten der Aszendent.
Zur Umrechnung zwischen Aszendenten und Deszendenten addiert man 180° und bringt ggf. das Ergebnis – zum Beispiel mit (λ + 180°) mod 360 – wieder in den Wertebereich {\displaystyle (0;2\pi )}.

### Bestimmen des Tierkreiszeichens
Die in der Astrologie verwendeten zwölf Tierkreiszeichen teilen die Ekliptik in 30°-Schritten. Mittels der berechneten ekliptikalen Länge λ kann durch die Tabelle der Tierkreiszeichen das entsprechende Tierkreiszeichen ermittelt werden.
Durch den Präzessionseffekt bewegt sich die Basis des ekliptikalen Koordinatensystems – der Frühlingspunkt – auf der Ekliptik weiter. Dadurch ändert sich die Lage aller Fixsterne und somit auch der Sternbilder im tropischen Tierkreis. Insofern unterscheidet sich das heutige astronomische Sternbild des Aszendenten vom astrologischen.

### Deklination und Rektaszension des Aszendenten
Da β = 0° (ekliptikale Breite) ist die Umrechnung von ekliptikalen und äquatorialen Koordinaten besonders einfach: es gilt sin ε · sin λ = sin δ und tan λ · cos ε = tan α.

### Spezialfälle
- An den Polen schneidet der Frühlingspunkt stets den Horizont. Der Aszendent hat daher je nach Tageszeit immer die ekliptikale Länge 0° oder 180°.
- An den Polarkreisen ist einmal am Tag die Horizontebene parallel mit der Ekliptikebene (bei θ = 90° am südlichen und θ = 270° am nördlichen Polarkreis). Die beiden Großkreise fallen dann zusammen und es kann kein Aszendent definiert werden.

### Abschätzen des Fehlers
Da θ, Φ und ε stets fehlerbehaftete Größen sind, kann der Fehler durch das totale Differential
{\displaystyle \Delta \lambda =\left|{\frac {\partial \lambda }{\partial \theta }}\right|\Delta \theta +\left|{\frac {\partial \lambda }{\partial \phi }}\right|\Delta \phi +\left|{\frac {\partial \lambda }{\partial \varepsilon }}\right|\Delta \varepsilon }
abgeschätzt werden. Der maximale Fehler lässt sich durch das Maximieren der partiellen Ableitungen errechnen; dies ist jedoch nicht sinnvoll, da die Funktion wie bei den Spezialfällen erwähnt am Polarkreis eine Polstelle besitzt und der Fehler dort theoretisch unendlich groß sein würde.
Sinnvoller ist eine statistische Methode: für 99 % aller Werte ist der Fehler besser als {\displaystyle \Delta \lambda =2{,}77\Delta \theta +6{,}42\Delta \phi +6{,}25\Delta \epsilon }
Dies bedeutet, dass bei 99 % aller möglichen Werte für θ, Φ und ε die partiellen Ableitungen kleiner sind als die dargestellten Zahlen. Da sich die lokale Sternzeit durch Addition der geografischen Länge zur Sternzeit am Nullmeridian errechnet, kann auch {\displaystyle \Delta \theta =\Delta \Theta +\Delta l} geschrieben werden.
Daraus lässt sich erkennen, dass für eine Bestimmung von λ mit einer Genauigkeit von 1° die geografische Breite des Geburtsortes mindestens auf 9' genau bekannt sein muss, dies entspricht rund 17 km für den 50. Breitengrad. Die Geburtszeit geht additiv in die Sternzeit ein, der erlaubte Fehler ist 1°/2.77, dies entspricht einem Zeitraum von ca. 1,5 Minuten und ist die erforderliche Genauigkeit der Geburtszeit.
Zur Bestimmung des jeweiligen Tierkreiszeichens ist (je nach Ort und Zeit) eine deutlich größere Ungenauigkeit zulässig. Für den 18. Februar 1983 ist für ganz Deutschland von 11:00 Uhr bis 11:40 Uhr der Aszendent Zwilling, an einzelnen Orten in Deutschland beginnt der Aszendent jeweils zwischen 10:00 Uhr (im Nordosten) und 11:00 Uhr und endet nach 1,5 Stunden bis 2 Stunden zwischen 11:40 Uhr und 12:45 Uhr (im Südwesten).

### Beispiele
| Breite [°] | Länge [°] | Datum (UT)       | JD            | T            | Θ [°]         | θ [°]    | tan(λ)       | S1 [°]   | S2 [°]   | Aszendent | Position [°] |
| ---------- | --------- | ---------------- | ------------- | ------------ | ------------- | -------- | ------------ | -------- | -------- | --------- | ------------ |
| 48         | 16        | 10.11.1983 13:04 | 2445649,04444 | -0,161422466 | -2128074,8724 | 261,1276 | -0,331882633 | 161,6399 | 341,6399 | Fische    | 11,6399      |
| -61        | -27       | 10.12.1986 23:12 | 2446775,46667 | -0,130582706 | -1721452,6173 | 40,3827  | 6,183809507  | 80,8141  | 260,8141 | Zwillinge | 20,8141      |
| 78         | 17        | 07.08.2007 13:08 | 2454320,04722 | 0,075976652  | 1002032,6786  | 169,6786 | 0,483263665  | 25,7928  | 205,7928 | Waage     | 25,7928      |
| -30        | 161       | 16.12.2002 23:32 | 2452625,48056 | 0,029581945  | 390318,4334   | 239,4334 | -0,498741575 | 153,4927 | 333,4927 | Fische    | 3,4927       |
| 17         | 57        | 17.05.1987 18:18 | 2446933,26250 | -0,126262491 | -1664490,5863 | 206,4137 | -3,125708396 | 107,7409 | 287,7409 | Steinbock | 17,7409      |
| -1         | -58       | 18.09.1979 03:35 | 2444134,64931 | -0,202884345 | -2674749,7820 | 352,2180 | 7,553238471  | 82,4583  | 262,4583 | Zwillinge | 22,4583      |
| 63         | -17       | 17.09.1987 01:24 | 2447055,55833 | -0,122914214 | -1620343,5457 | 359,4543 | -1,295373592 | 127,6674 | 307,6674 | Löwe      | 7,6674       |
| -14        | -6        | 06.12.2020 00:27 | 2459189,51875 | 0,209295517  | 2759842,0104  | 76,0104  | -0,305584898 | 163,0076 | 343,0076 | Jungfrau  | 13,0076      |
| -17        | -61       | 28.10.1976 14:19 | 2443080,09653 | -0,231756426 | -3055428,1992 | 190,8008 | -3,346284094 | 106,6382 | 286,6382 | Steinbock | 16,6382      |
| -27        | 51        | 03.09.2010 02:04 | 2455442,58611 | 0,106710092  | 1407253,1061  | 64,1061  | -0,701318031 | 144,9573 | 324,9573 | Löwe      | 24,9573      |
| 45         | -93       | 03.08.2008 09:41 | 2454681,90347 | 0,085883736  | 1132657,5913  | 4,5913   | -2,115346746 | 115,3018 | 295,3018 | Krebs     | 25,3018      |
| -90        | -21       | 25.05.2015 07:15 | 2457167,80208 | 0,153943931  | 2030031,3107  | 330,3107 | 0,000000000  | 0,0000   | 180,0000 | Widder    | 0,0000       |
| -36        | 20        | 21.11.1987 12:15 | 2447121,01042 | -0,121122234 | -1596716,2831 | 263,7169 | -0,091126331 | 174,7932 | 354,7932 | Fische    | 24,7932      |
| -3         | -178      | 12.07.2016 19:13 | 2457582,30069 | 0,165292285  | 2179659,3601  | 41,3601  | -1,282114641 | 127,9529 | 307,9529 | Löwe      | 7,9529       |

Legende: Breite/Länge: Breiten bzw. Längengrade, nach Süden bzw. Westen negativ; JD: Julianisches Datum; T: Julianische Jahrhunderte seit J2000.0; Θ: Sternzeit am Nullmeridian; θ: lokale Sternzeit;
S1 bzw. S2: Schnittpunkte der Ekliptik mit dem Horizont; Position: Längendifferenz zum Sternzeichenbeginn